# Micropterum papulosum
Micropterum papulosum là một loài thực vật có hoa trong họ Phiên hạnh. Loài này được (L. f.) Schwantes mô tả khoa học đầu tiên năm 1938.